# ヨスラン・エレラ
- ヨスラン・エレーラ

ヨスラン・エレラ・ベタンクール（Yoslan Herrera Betancourt, 1981年4月28日 - ）は、キューバのピナール・デル・リオ州ピナール・デル・リオ出身の元プロ野球選手（投手）。右投右打。

## 経歴

### キューバ時代
1981年4月27日にキューバのピナール・デル・リオで生まれた。
2005年6月13日に亡命し、その後ドミニカ共和国で居住権を確立した。

### プロ入りとマイナー時代とパイレーツ時代
2006年12月18日にピッツバーグ・パイレーツとメジャー契約を結んだ。
2007年は開幕を、傘下AAのアルトゥーナ・カーブで迎えた。この年は、25試合に先発登板し、6勝9敗、防御率4.69、70奪三振を記録した。また、シーズン中に40人枠に登録された。
2008年は、メジャーのスプリングトレーニングでプレーした。しかし、開幕を前年同様に傘下AAのアルトゥーナ・カーブで迎えた。ここでは、21試合に先発登板し、6勝9敗、防御率3.96、69奪三振を記録した。6月27日に、傘下AAAのインディアナポリス・インディアンズに昇格した。6月29日に、傘下AAに降格した。7月12日にメジャーに昇格し、同日のセントルイス・カージナルス戦でメジャーデビューを果たした。7月24日のサンディエゴ・パドレス戦で、メジャー初勝利を記録した。8月4日に、傘下AAに降格した。
2009年は開幕を、前年同様に傘下AAのアルトゥーナ・カーブで迎えた。ここでは、23試合(15試合で先発)登板し、11勝1敗、防御率3.23、65奪三振を記録した。その後、傘下AAAのインディアナポリス・インディアンスズに昇格した。ここでは、4試合(2試合で先発)登板し、1勝1敗、防御率2.30、7奪三振を記録した。11月に解雇された。

### ツインズ傘下時代
2010年3月2日にミネソタ・ツインズとマイナー契約を結んだ。開幕を傘下AAAのロチェスター・レッドウイングスで迎えた。ここでは、6試合に先発登板し、0勝3敗、防御率6.08、14奪三振を記録した。5月10日に本人の申し入れで退団した。

### アメリカ・独立リーグ時代
2013年は、アトランティックリーグのランカスター・バーンストーマーズと契約を結んだ。この年は、59試合に登板し、2勝1敗11セーブ、防御率3.74、54奪三振を記録した。

### エンゼルス時代
2013年12月にロサンゼルス・エンゼルス・オブ・アナハイムとマイナー契約を結んだ。
2014年は、6年ぶりにメジャーで登板を果たした。この年は、メジャーでは、20試合に登板し、1勝1敗、防御率2.70、13奪三振を記録している。マイナーでは、傘下AAAのソルトレイク・ビーズで41試合に登板し、4勝4敗5セーブ、防御率2.52、47奪三振を記録している。

### DeNA時代
2015年
1月19日に、NPBの横浜DeNAベイスターズが、エレラと1年契約を結んだことを発表した。推定年俸は3,000万円で、背番号は53。登録名はエレラで、リリーフでの起用を想定した契約であった。
3月27日に、読売ジャイアンツとの一軍開幕戦（東京ドーム）8回裏に来日初登板。4月までの一軍公式戦では、12試合の登板で防御率が7.59にまで達していた。しかし、5月以降は主にセットアッパーとして成績が安定。公式戦全体では、52試合の登板で、5勝4敗ながら27ホールドポイント、奪三振率9.23という好成績を記録した。通算防御率は2.96で、27試合に登板したビジターゲームでは5.11であったのに対して、25試合に登板した本拠地・横浜スタジアムのホームゲームでは1.00にとどめていた。
夏場から右肩の後部に炎症が繰り返し生じたため、9月中旬から戦線を離脱。そのままシーズンを終えたが、推定年俸5,000万円という条件で、後に1年契約を更新している。
2016年
前述した右肩の炎症が春季キャンプ中に再発したため、別メニューでの調整を強いられた。4月にイースタン・リーグ公式戦2試合へ登板するなど、一時は右肩が回復しつつあったものの、その後で炎症が再々発。7月12日には、患部の治療を目的にアメリカへ帰国した。
なお、球団はシーズン中の5月15日に、自身と同姓のエリアン・エレラ内野手と契約。ファーストネームのエリアンをユニフォームやスコアボードの表示名に使うことを契約後に決めたため、自身はエレラという登録名の使用を続けていた。
チームは史上初めてクライマックスシリーズへ進出したものの、エレラは一軍への復帰を果たせないまま、レギュラーシーズンを終了。シリーズ終了後の10月17日には、選手契約を更新しないことが球団から発表された。

## プレースタイル
最速154km/h（日本での最速は153km/h）のストレートとSFF、ツーシーム、カーブなどを投げる。

## 詳細情報

### 年度別投手成績
| 年 度     | 球 団    | 登 板 | 先 発 | 完 投 | 完 封 | 無 四 球 | 勝 利 | 敗 戦 | セ 丨 ブ | ホ 丨 ル ド | 勝 率 | 打 者 | 投 球 回 | 被 安 打 | 被 本 塁 打 | 与 四 球 | 敬 遠 | 与 死 球 | 奪 三 振 | 暴 投 | ボ 丨 ク | 失 点 | 自 責 点 | 防 御 率 | W H I P |
| --------- | -------- | ----- | ----- | ----- | ----- | -------- | ----- | ----- | -------- | ----------- | ----- | ----- | -------- | -------- | ----------- | -------- | ----- | -------- | -------- | ----- | -------- | ----- | -------- | -------- | ------- |
| 2001-2002 | PRI      | 6     | 1     | 0     | 0     | 0        | 0     | 0     | 0        | --          | ----  | 90    | 17.1     | 29       | 1           | 8        | 0     | 2        | 8        | 1     | --       | 20    | 16       | 8.31     | 2.14    |
| 2002-2003 | PRI      | 29    | 1     | 0     | 0     | 0        | 7     | 2     | 4        | --          | .778  | 346   | 80.1     | 92       | 2           | 23       | 2     | 4        | 50       | 6     | --       | 40    | 28       | 3.14     | 1.43    |
| 2003-2004 | PRI      | 23    | 13    | 1     | 0     | 0        | 5     | 3     | 1        | --          | .625  | 396   | 94.0     | 96       | 7           | 27       | 2     | 2        | 49       | 2     | --       | 39    | 36       | 3.45     | 1.31    |
| 2008      | PIT      | 5     | 5     | 0     | 0     | 0        | 1     | 1     | 0        | 0           | .500  | 100   | 18.1     | 35       | 1           | 12       | 0     | 1        | 10       | 1     | 0        | 20    | 20       | 9.82     | 2.56    |
| 2014      | LAA      | 20    | 0     | 0     | 0     | 0        | 1     | 1     | 0        | 1           | .500  | 77    | 16.2     | 22       | 0           | 9        | 3     | 0        | 13       | 0     | 0        | 5     | 5        | 2.70     | 1.86    |
| 2015      | DeNA     | 52    | 0     | 0     | 0     | 0        | 5     | 4     | 0        | 22          | .556  | 211   | 51.2     | 44       | 2           | 15       | 2     | 2        | 53       | 0     | 4        | 17    | 17       | 2.96     | 1.14    |
| CNS：3年  | CNS：3年 | 58    | 15    | 1     | 0     | 0        | 12    | 5     | 5        | --          | .706  | 832   | 191.2    | 217      | 10          | 58       | 4     | 8        | 107      | 9     | --       | 99    | 80       | 3.76     | 1.44    |
| MLB：2年  | MLB：2年 | 25    | 5     | 0     | 0     | 0        | 2     | 2     | 0        | 1           | .500  | 177   | 35.0     | 57       | 1           | 21       | 3     | 1        | 23       | 1     | 0        | 25    | 25       | 6.43     | 2.23    |
| NPB：1年  | NPB：1年 | 52    | 0     | 0     | 0     | 0        | 5     | 4     | 0        | 22          | .556  | 211   | 51.2     | 44       | 2           | 15       | 2     | 2        | 53       | 0     | 4        | 17    | 17       | 2.96     | 1.14    |

- 2016年度シーズン終了時

### 記録
MLB
- 初登板・初先発：2008年7月12日、対セントルイス・カージナルス戦（PNCパーク）、4回1/3を6失点
- 初奪三振：同上、1回表にアルバート・プホルスから空振り三振
- 初勝利：2008年7月24日、対サンディエゴ・パドレス戦（PNCパーク）、6回無失点
- 初ホールド：2014年9月11日、対テキサス・レンジャーズ戦（グローブライフ・パーク・イン・アーリントン）、5回裏に3番手で救援登板、2/3回無失点

NPB
- 初登板：2015年3月27日、対読売ジャイアンツ1回戦（東京ドーム）、8回裏に4番手で救援登板、1回無失点
- 初奪三振：同上、8回裏に坂本勇人から見逃し三振
- 初ホールド：2015年3月31日、対広島東洋カープ1回戦（横浜スタジアム）、8回裏に4番手で救援登板、1回無失点
- 初勝利：2015年5月2日、対中日ドラゴンズ8回戦（ナゴヤドーム）、8回裏に2番手で救援登板、1回1失点

### 背番号
- 64 （2008年）
- 60 （2014年 - 同年途中）
- 62 （2014年途中 - 同年終了）
- 53 （2015年 - 2016年）